# Кварцов резонатор
Кварцов резонатор (на професионален жаргон: „кварц“) е уред, в който се използват пиезоелектричен ефект и явлението механичен резонанс за създаване на висококачествен резонансен елемент за електронните схеми. Трябва да се прави разлика между кварцовите резонатори и устройствата, използващи други пиезоелектрични материали, например, специална керамика.

## Принцип на действие
Върху пластинка, кръгла или правоъгълна, изрязана по определен начин от кварцов кристал, се нанасят два или повече електрода – проводящи ивици.
Пластинката е закрепена механично и има собствена резонансна честота на механичните трептения.
При подаване на напрежение между електродите, благодарение на пиезоелектричния ефект, настъпва огъване, свиване или изместване на пластинката в зависимост от това, по какъв начин е изрязано парчето кристал.
Същевременно трептящата пластинка в резултат от същия пиезоелектричен ефект създава във външната верига противо-ЕДС, което може да се разглежда като явление, еквивалентно на работата на индуктивния елемент в трептящ кръг.
Ако честотата на подаваното напрежение е равна или близка до честотата на собствените механични трептения на пластинката, загубите на енергия за поддържане на трептенията на пластинката се оказват много по-малки, отколкото при голяма разлка в частотата. Това също съответства на поведението на трептящ кръг.

### Еквивалентна схема
C0 е собственият капацитет на кристала, образуван от кристалодържателя и/или пластините на резонатора;
C1, L1 са еквивалентните капацитет и индуктивност на механичната трептяща система на резонатора;
R1 е еквивалентното съпротивление от загубите в механичната трептяща система.